# ノーマン・チェレビジハン

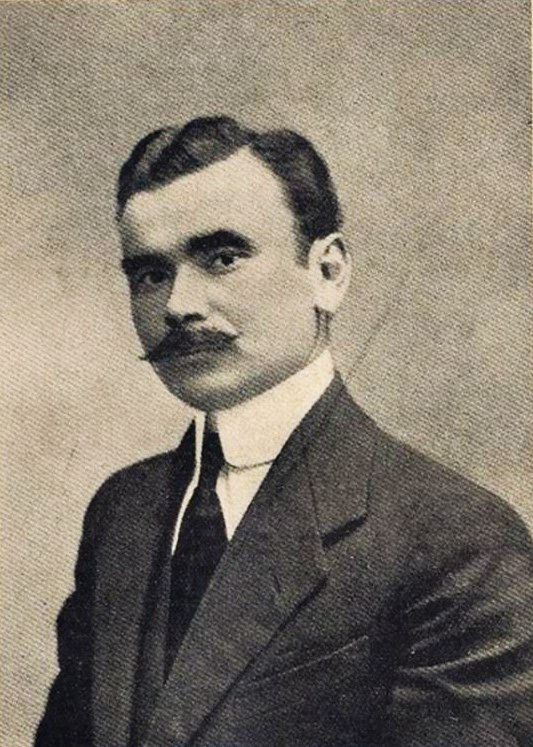
ノーマン・チェレビジハン

ノーマン・チェレビジハン（クリミア・タタール語: Numan Çelebi Cihan、キリル表記: Номан Челебиджихан、ウクライナ語: Номан Челебіджіхан、ロシア語: Номан Челебиджихан、1885年 - 1918年）は、20世紀初頭のクリミア・タタール人の民族運動家、政治家。1917年のロシア革命時に「クリミア人民共和国」の設立を宣言し、初代大統領に就任した。クリミア・タタール民族の英雄として知られる。

## 人物・経歴
チェレビジハンは、1885年にクリミア北部地域（現：ジャンコイ地区）のペレコープ地峡に在るブユク・ソナク村にて、父イブライムと母ジハンシャーの間に生まれた。父のイブライムは同村に在ったモスクのイマームを務めていた。
農村部の学校で初等教育を終えた後、叔父の助けを借りる形でアクチョラ（Акчора）のマドラサである『ギュリュム・ベイ・メドレセ（Гюлюм бей Медрезе）』に就学し、のちにジンジルリ・メドレセへ進学した。その後、1908年にはオスマン帝国首都であるコンスタンティノープル（現イスタンブール）のヴェファー・リセへ留学する。コンスタンティノープルでは、クリミアからの留学生が多く住むカラギュムリュク地区に滞在し、ヴェファー・リセ卒業後は同地の法律学校に通学。やがて1910年に友人であるジェファー・キリマー（ジャファル・セイダメット）とアビブッラー・テミルジャンの2名と共に「青年タタール人作家協会（Yaş Tatar Yazıcılar Cıyını）」を設立する。
コンスタンティノープルでは、作家協会の他に「クリミア・タタール人学生協会」「祖国（Vatan）」といった組織を設立し、後に政治組織である「民族党（Milliy Fırqa）」を設立するが、「社会主義を広めた」として同帝国の警察に一度逮捕されている。
コンスタンティノープルでの留学後、彼はクリミアへ1912年に帰郷するも、1913年からロシア帝国へ赴きサンクトペテルブルク精神・神経研究所の法学部へ入学している。
第一次世界大戦の勃発と同時に、彼はキリマーと共にクリミアに戻り、国家闘争の戦略を立てつつ1917年のロシア革命を迎えることとなった。一方、クリミアの政治組織が同年の2月革命後に地下活動を止めて大々的に行動を起こし始める。更に3月からクリミア・ムスリム議会が開催され、暫定クリミア・ムスリム実行委員会（Musispolkom）が設立されることとなったが、その議長として彼が選ばれることになりチェレビジハンはクリミアのイスラム教徒で最初のムフティーとなった。
そこからチェレビジハンは、オル郡の代表としてクルルタイのメンバーに選出されている。
1917年6月23日、チェレビジハンはセヴァストポリの対諜報活動によって逮捕されるが、クリミア・タタール人達が彼を擁護して抗議し、5,000に上る異議申し立ての署名を確保した為に彼はすぐ釈放されることとなった。同年7月には『民族間で秩序を維持する独立したクリミア国家』の実現へ向け、イスラム教軍の形成を求める狙いでミッリ・フィルカ（国民党）を設立。
その年の後半の10月2日には議会にて『イスラム教徒による執行委員会』の再編の為のプログラムを概説、彼は「クリミアの人々の為のクリミア半島」というスローガンの下、同半島における領土自治の実施への参加を任されることとなる。10月25日にはペトログラードでのボリシェヴィキ・クーデターを非難し、すべての社会主義党（立憲民主党を除く）が参加する革命政府の設立を提唱した。 
11月26日にシンフェロポリで開催されたクルルタイでは、共和国の首班として選出された。同年、彼は「自身はクリミア、リトアニア、ポーランド、ベラルーシにおけるイスラム教徒の最初のムフティーである」と宣言している。
しかし、1918年1月には、内戦を優勢に進めるボリシェヴィキがクリミアを掌握し、チェレビジハン以下共和国の指導部は逮捕され、国家は滅亡した。チェレビジハンは1月26日に逮捕された後に飛行機でセヴァストポリへ連行、2月23日にセヴァストポリ刑務所へ投獄され、裁判を開廷することなく同市で銃殺される形で処刑された。後にその遺体は黒海へ遺棄されている。

## パーソナル
政治家としての経歴だけでなく、タヴリダ・ムスリム宗務局のムフティーも務め、詩人、作家としても知られる。
チェレビジハン作の詩「Ant Etkenmen（私は誓った）」は、クリミア人民共和国の国歌として制定されたものだが、同国滅亡後もクリミア・タタール人の民族歌として今日まで広く歌われている。
また彼は、オスマン帝国滞在中にクリミア・タタール人の学生と共にイスマイル・ガスプリンスキーと2回ほど会していたことが明らかとなっており、今もクリミアの歴史における重要なポイントの一つとして語られている。
2016年に設立された軍事組織の一つである「ノマン・チェレビジハン大隊」は、彼の名に因んで命名されている。クリミア・タタール人の活動家たちは彼に敬意を表する形でクリミア半島の封鎖にこの大隊を指名している。
2017年4月7日にシンフェロポリにおいてチェレビジハンが働いていたとされる歴史的な建築物で記念式典が厳粛に開催されており、2018年2月22日にはイーチニャの鉄道駅であるイーチニャ駅にて彼の名を冠した記念碑が建てられている。

## 代表作

### 著作
- Qarılğaçlar Duası
- Altın Yarıq
- Şiirler Cönkü

### 詩
- Ant Etkenmen
- Bastırıq
- Ay gidi...
- Savlıqman Qal Tatarlıq!
- Yolcu Ğarip
- Tilkiden Selâm